# Бженковиці-Гурні
Бженковиці-Гурні (пол. Brzękowice Górne) — село в Польщі, у гміні Псари Бендзинського повіту Сілезького воєводства.
Населення — 221 особа (2011).
У 1975-1998 роках село належало до Катовицького воєводства.

## Демографія
Демографічна структура станом на 31 березня 2011 року:
|          | Загалом | Допрацездатний вік | Працездатний вік | Постпрацездатний вік |
| -------- | ------- | ------------------ | ---------------- | -------------------- |
| Чоловіки | 110     | 16                 | 77               | 17                   |
| Жінки    | 111     | 17                 | 62               | 32                   |
| Разом    | 221     | 33                 | 139              | 49                   |